# François Pinault
François Pinault (n. 21 august 1936, Les Champs-Géraux, Bretagne, Franța) este un om de afaceri francez miliardar, acționar majoritar și președinte onorific al conglomeratului de retail Kering și colecționar de artă.

## Biografie
François Pinault s-a născut la 21 august 1936 în Les Champs-Géraux, o comună din nordul Bretaniei, în vestul Franței.

## Legături externe
- Bothorel, Jean (2003). François Pinault : une enfance bretonne. Paris: Robert Laffont. ISBN 9782221097472. OCLC 56405699.